# Aeroporto de Balmaceda
O Aeroporto de Balmaceda, localizado na cidade de mesmo nome no Chile, próximo à fronteira com a Argentina, é o principal acesso por via aérea à região de Aisén, com movimento de passageiros durante todo o ano.
Localizado a 55 km a sudeste da cidade de Coyhaique, capital regional, apresenta piso asfáltico, com serviço de traslado ao aeroporto em transfer especiais.

## Linhas Aéreas e Destinos
- LAN Airlines
  - Puerto Montt, Chile / Aeroporto El Tepual
  - Santiago do Chile, Chile / Aeroporto Internacional Comodoro Arturo Merino Benítez
  - Valdivia, Chile / Aeroporto Pichoy

- Sky Airline
  - Puerto Montt, Chile / Aeroporto El Tepual
  - Punta Arenas, Chile / Aeroporto Internacional Carlos Ibáñez del Campo
  - Santiago do Chile, Chile / Aeroporto Internacional Comodoro Arturo Merino Benítez (via PMC)